# Darko Šarić
Darko Šarić (serbisch-kyrillisch Дарко Шарић; * 1969 in Pljevlja, SR Montenegro, SFR Jugoslawien) ist ein serbisch-montenegrinischer mutmaßlicher Drogenhändler.
Er wurde im April 2010 wegen Drogenschmuggels (vor allem Kokains) angeklagt. Er soll 30 Millionen Euro für die Ermordung bekannter Politiker und Polizisten ausgeschrieben haben. Nach Polizeiangaben finden sich auf der Liste der serbische Präsident Boris Tadić, Justizministerin Snežana Malović, Justizstaatssekretär Slobodan Homen und der Sonderstaatsanwalt gegen die organisierte Kriminalität, Miljko Radisavljević. Erste Pläne für die angeblichen Mordanschläge sind seit März 2010 bekannt.
Im Oktober 2009 wurde der Versuch, rund 2,7 Tonnen Kokain aus Südamerika zu schmuggeln, vereitelt. Der Clan rund um Šarić handelt von Montenegro aus. Die Polizei schätzt die Erlöse auf fünf Milliarden Euro.
Laut dem Staatssekretär im serbischen Justizministerium, Slobodan Homen, verdiente Darko Šarić eine Milliarde Euro pro Jahr.
Rund um die Festnahme von Darko Šarić gab es diplomatische Verwerfungen zwischen Serbien und Montenegro. Der montenegrinische Premier Milo Đukanović beschuldigte die serbischen Staatsorgane, die Zusammenarbeit der Ermittler zu stören und Šarić dadurch zu warnen. Die serbische Regierung dagegen verdächtigt Montenegro, dem Flüchtigen Schutz zu gewähren.
Im Juli 2012 berichtet die Belgrader Tageszeitung Press von weiteren 10 Millionen Euro Kopfgeld für die Morde an 6 gegenwärtigen oder ehemaligen Staats- und Regierungsfunktionären, die Šarić für den Zusammenbruch des von ihm aufgezogenen Drogenwesens verantwortlich macht.
Anfang 2014 wurde Šarić vom serbischen Geheimdienst BIA in Südamerika lokalisiert und in einer gemeinsamen Aktion der serbischen und montenegrinischen Polizei festgenommen, nachdem nach ihm per internationalem Haftbefehl gefahndet wurde. Er wurde am 18. März nach Montenegro und schließlich in die serbische Hauptstadt Belgrad gebracht, wo ihm der Prozess gemacht wird. Šarićs Vermögen wurde vorübergehend beschlagnahmt.